# Kamal Mahgoub
Kamal Mahgoub Mahmoud (in arabo كمال محمود•محجوب‎?; Il Cairo, 10 dicembre 1921 – Il Cairo, 9 febbraio 2007) è stato un sollevatore egiziano.

## Biografia
Ai campionati mondiali vinse due medaglie d'argento e tre medaglie di bronzo tra il 1949 e il 1955. Vinse la medaglia d'oro nella prima edizione dei Giochi del Mediterraneo del 1951 nella categoria dei pesi gallo e partecipò ai Giochi olimpici di Helsinki nel 1952, dove si classificò al quinto posto.